# Eryngium juncifolium
Eryngium juncifolium är en flockblommig växtart som först beskrevs av Ignatz Urban, och fick sitt nu gällande namn av Mildred Esther Mathias och Lincoln Constance. Eryngium juncifolium ingår i släktet martornar, och familjen flockblommiga växter. Inga underarter finns listade i Catalogue of Life.